# Saint-Hilaire-lez-Cambrai
Pour les articles homonymes, voir Saint-Hilaire.
Saint-Hilaire-lez-Cambrai est une commune française, située dans le département du Nord, en région Hauts-de-France.
Ses habitants sont appelés les Hilairiens.

## Géographie

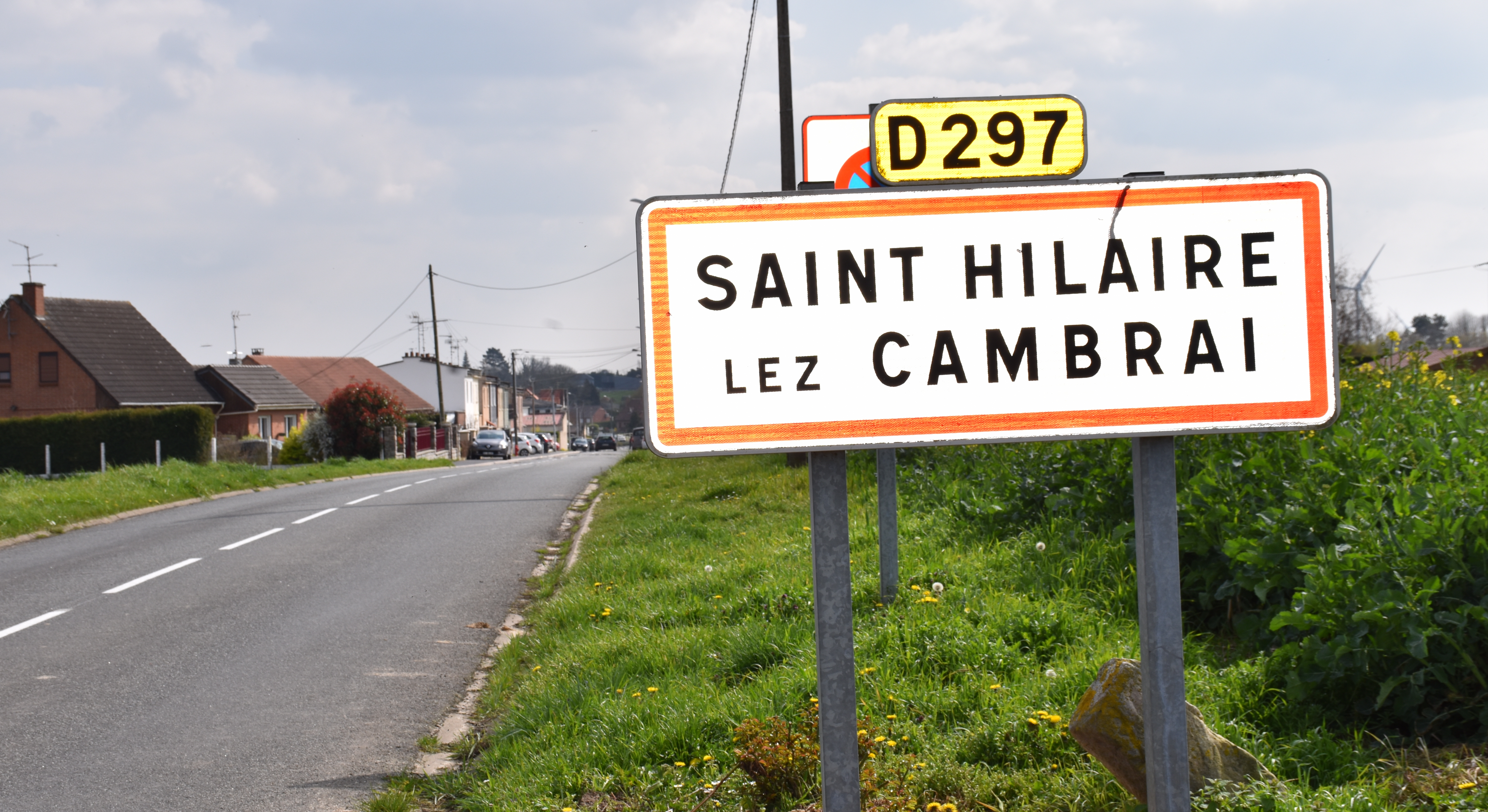
Une entrée du village.

### Site et situation
Saint-Hilaire se trouve à vol d'oiseau à 12,4 km à l'est de Cambrai, à 6,8 km au nord de Caudry et à 21,1 km au sud de Valenciennes. La capitale régionale, Lille, est à 55,9 km.
Le territoire offre un aspect très légèrement vallonné. Le village est au centre des terres, sur une pente descendant d'ouest en est vers l'Erclin, un petit affluent de rive droite de l'Escaut. Le riot Collet, aujourd'hui ordinairement à sec, descend au sud du village vers l'Erclin.
| Avesnes-les-Aubert      | Saint-Vaast-en-Cambrésis  |        |
| Boussières-en-Cambrésis | Saint-Hilaire-lez-Cambrai | Viesly |
| Bévillers               | Quiévy                    |        |

### Voies de communications et transports
La route départementale D942 (Cambrai - Solesmes - Le Quesnoy) passe en limite nord. La route départementale D45 (Caudry-Denain) traverse l'agglomération.
Saint-Hilaire est desservie par les lignes n° 302 (Cambrai - Solesmes) et 331 (Avesnes-les-Aubert- Caudry) du réseau départemental Arc-en-Ciel 3.

### Hydrographie

#### Réseau hydrographique
La commune est située dans le bassin Artois-Picardie. Elle est drainée par l'Erclin,.
L'Erclin, d'une longueur de 34 km, prend sa source dans la commune de Maurois et se jette  dans l'Escaut canalisée à Thun-Saint-Martin, après avoir traversé 16 communes. 

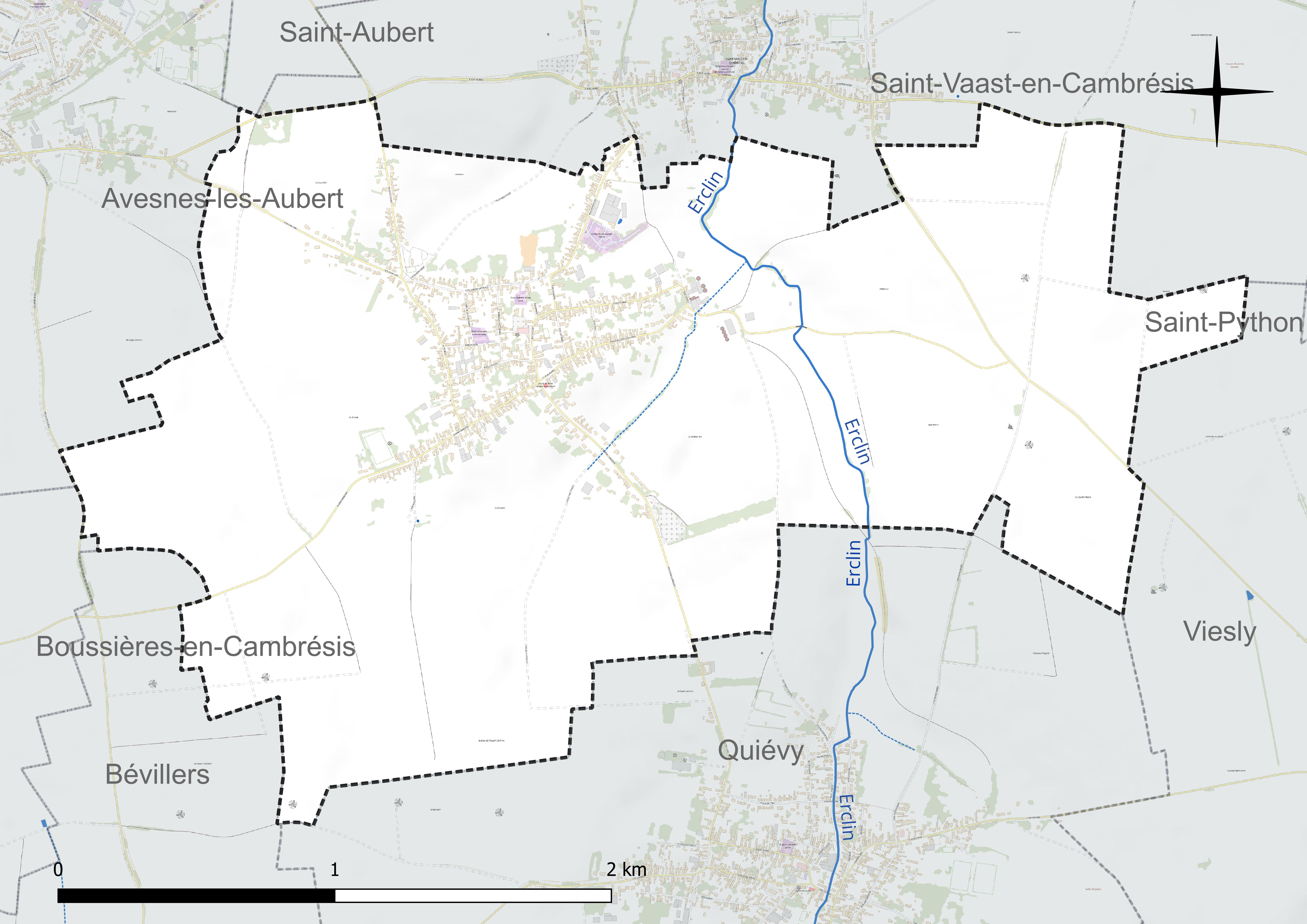
Réseau hydrographique de Saint-Hilaire-lez-Cambrai.

#### Gestion et qualité des eaux
Le territoire communal est couvert par le schéma d'aménagement et de gestion des eaux (SAGE) « Escaut ». Ce document de planification concerne un territoire de 2 005 km2 de superficie, délimité par le bassin versant de l'Escaut. Le périmètre a été arrêté le 9 juin 2006 et le SAGE proprement dit a été approuvé le 13 juillet 2021. La structure porteuse de l'élaboration et de la mise en œuvre est le syndicat mixte Escaut et Affluents (SyMEA). 
La qualité des cours d'eau peut être consultée sur un site dédié géré par les agences de l'eau et l'Agence française pour la biodiversité. 

### Climat
Pour des articles plus généraux, voir Climat des Hauts-de-France et Climat du Nord.
En 2010, le climat de la commune est de type climat océanique dégradé des plaines du Centre et du Nord, selon une étude du CNRS s'appuyant sur une série de données couvrant la période 1971-2000. En 2020, Météo-France publie une typologie des climats de la France métropolitaine dans laquelle la commune est dans une zone de transition entre le climat océanique et le climat océanique altéré et est dans la région climatique  Nord-est du bassin Parisien, caractérisée par un ensoleillement médiocre, une pluviométrie moyenne régulièrement répartie au cours de l'année et un hiver froid (3 °C). 
Pour la période 1971-2000, la température annuelle moyenne est de 10,2 °C, avec une amplitude thermique annuelle de 15,1 °C. Le cumul annuel moyen de précipitations est de 739 mm, avec 12,4 jours de précipitations en janvier et 9,5 jours en juillet. Pour la période 1991-2020, la température moyenne annuelle observée sur la station météorologique la plus proche, située sur la commune de Valenciennes à 21 km à vol d'oiseau, est de 11,0 °C et le cumul annuel moyen de précipitations est de 694,1 mm,. Pour l'avenir, les paramètres climatiques de la commune estimés pour 2050 selon différents scénarios d'émission de gaz à effet de serre sont consultables sur un site dédié publié par Météo-France en novembre 2022.

## Urbanisme

### Typologie
Au 1er janvier 2024, Saint-Hilaire-lez-Cambrai est catégorisée petite ville, selon la nouvelle grille communale de densité à sept niveaux définie par l'Insee en 2022.
Elle appartient à l'unité urbaine de Saint-Hilaire-lez-Cambrai, une agglomération intra-départementale regroupant deux  communes, dont elle est ville-centre,,. Par ailleurs la commune fait partie de l'aire d'attraction de Cambrai, dont elle est une commune de la couronne,. Cette aire, qui regroupe 64 communes, est catégorisée dans les aires de 50 000 à moins de 200 000 habitants,.

### Occupation des sols

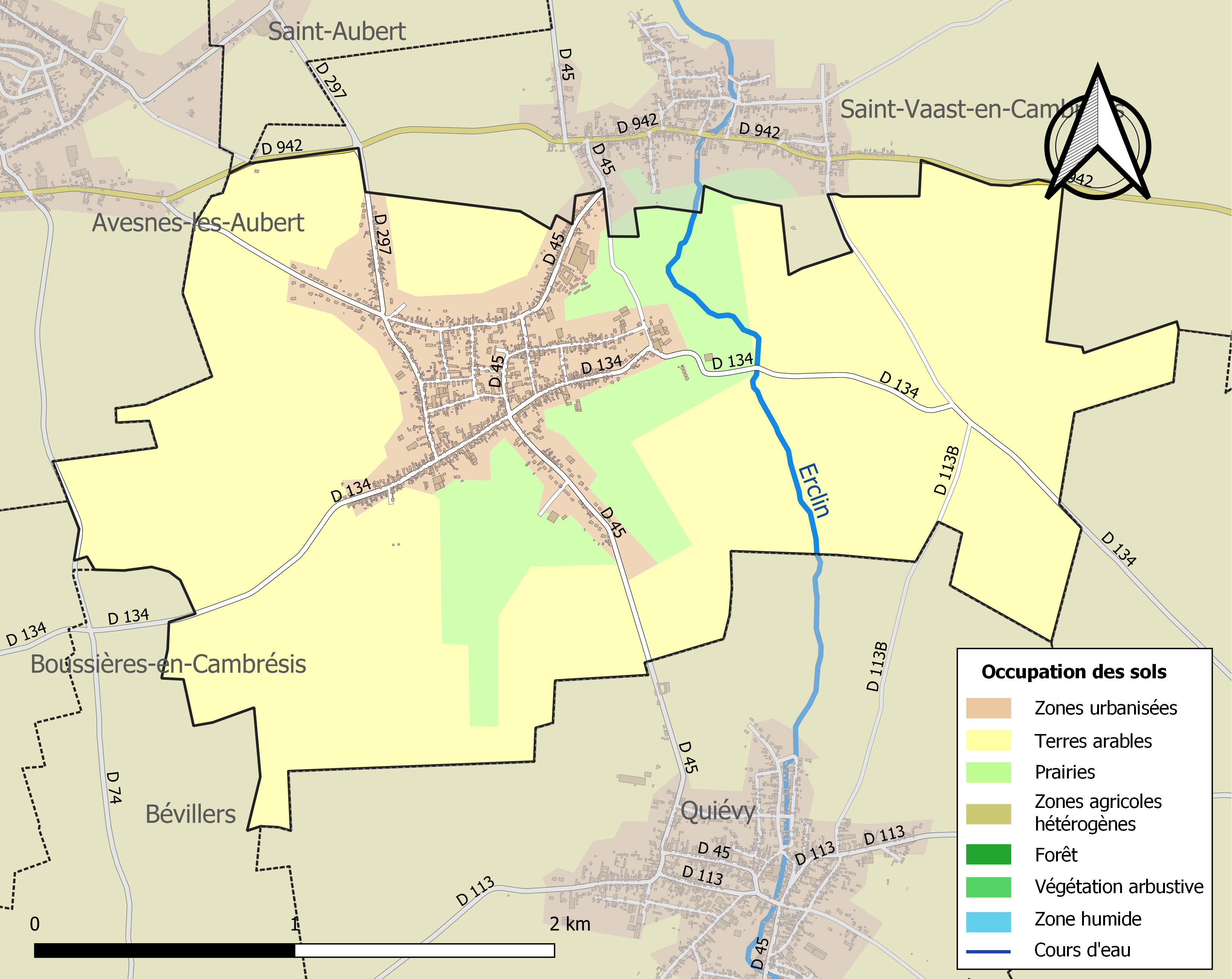
Carte de l'occupation des sols de la commune en 2018 (CLC).

L'occupation des sols de la commune, telle qu'elle ressort de la base de données européenne d'occupation biophysique des sols Corine Land Cover (CLC), est marquée par l'importance des territoires agricoles (86,4 % en 2018), en diminution par rapport à 1990 (88 %). La répartition détaillée en 2018 est la suivante : 
terres arables (74 %), zones urbanisées (13,6 %), prairies (12,3 %).
L'IGN met par ailleurs à disposition un outil en ligne permettant de comparer l'évolution dans le temps de l'occupation des sols de la commune (ou de territoires à des échelles différentes). Plusieurs époques sont accessibles sous forme de cartes ou photos aériennes : la carte de Cassini (XVIIIe siècle), la carte d'état-major (1820-1866) et la période actuelle (1950 à aujourd'hui).

## Toponymie
Un Hilaire étant le saint protecteur du village, celui-ci a pris son nom. On le trouve mentionné sous les noms de Sanctus Hilarius du XIe au XIIIe siècle, Saint-Lare en 1293, Saint-Hilaire en 1309.
Durant la Révolution, la commune porte le nom de Bon-Air.
En 1894, la terminaison lez-Cambrai est ajoutée au nom de Saint-Hilaire, la même année où la commune homonyme de l'Avesnois devient Saint-Hilaire-sur-Helpe.

## Histoire

### Moyen Âge
En 1064, lors de la fondation de l'abbaye de Saint-Sépulcre à Cambrai, l'évêque-comte du Cambrésis la dote de « la villa de Saint-Hilaire, avec l'église et l'autel ». C'est la première mention écrite du village.
À cette date il y a depuis un certain temps, à Saint-Hilaire, une famille noble qui tient son fief de la maison de Crèvecœur. Sa ferme seigneuriale se situe sur le rang sud de la future grand place, avec des terres attenantes en direction de Quiévy, alors que la ferme de l'abbaye se situe à une centaine de mètres, près de l'église, avec des terres attenantes en direction du nord-ouest.
L'abbaye revendique la seigneurie du lieu. Elle vaincra les oppositions au prix de pressions et de procédures. En 1319, les Saint-Hilaire qui avaient gardé la mairie héréditaire, la lui cèdent. Les biens des branches cadettes se morcellent au fur et à mesure qu'elles se ramifient. Au milieu du XIVe siècle, Robert de Saint-Hilaire perd le fief principal, faute d'honorer une dette qu'il avait garantie sur sa seigneurie. Dès lors la seule seigneurie notable des Saint-Hilaire s'exerce sur la moitié des anciennes terres de Robert ; le seigneur en est son parent qui tenait ce fief de lui, et qui le tient désormais du chapitre de la cathédrale de Cambrai. À la fin du XVe siècle, l'héritier de cette seigneurie imite les nombreux Saint-Hilaire qui avaient émigré au cours du Moyen Âge, et, avec lui, le nom de la famille disparaît au village. Le fief devient la propriété de plusieurs familles successives jusqu'à la Révolution. L'une d'entre elles lui vaut le nom de « fief de Bogny ». Aux XVIe et XVIIe siècles, l'abbaye engage des procédures contre les seigneurs de Bogny qui contestent sa seigneurie sur les abords de leur ferme-manoir. L'abbaye a aussi plusieurs fois à lutter avec une autre abbaye de Cambrai, l'abbaye Saint-Aubert, pour faire prévaloir ses droits ou sa seigneurie sur certaines terres ou certaines maisons du village. Peu avant la Révolution, elle engage aussi une procédure contre la communauté qui se montrait contestataire.
Ce sont les bans de l'abbé qui ont régi la vie communautaire jusqu'à la Révolution, et c'est sa justice qui s'est exercée.
Dépendant de la ville épiscopale de Cambrai, Saint-Hilaire a longtemps vécu du travail de la batiste (notamment pour fabriquer des mouchoirs), appelé la mulquinerie. Les habitants avaient souvent une double occupation : l'agriculture et le tissage. Les mulquiniers possédaient leurs métiers à tisser dans leurs caves (conditions idéales pour la batiste).
Il s'agit d'un exemple intéressant de la proto-industrie rurale, orientée sur des produits de luxe à forte valeur ajoutée.

### Époque contemporaine

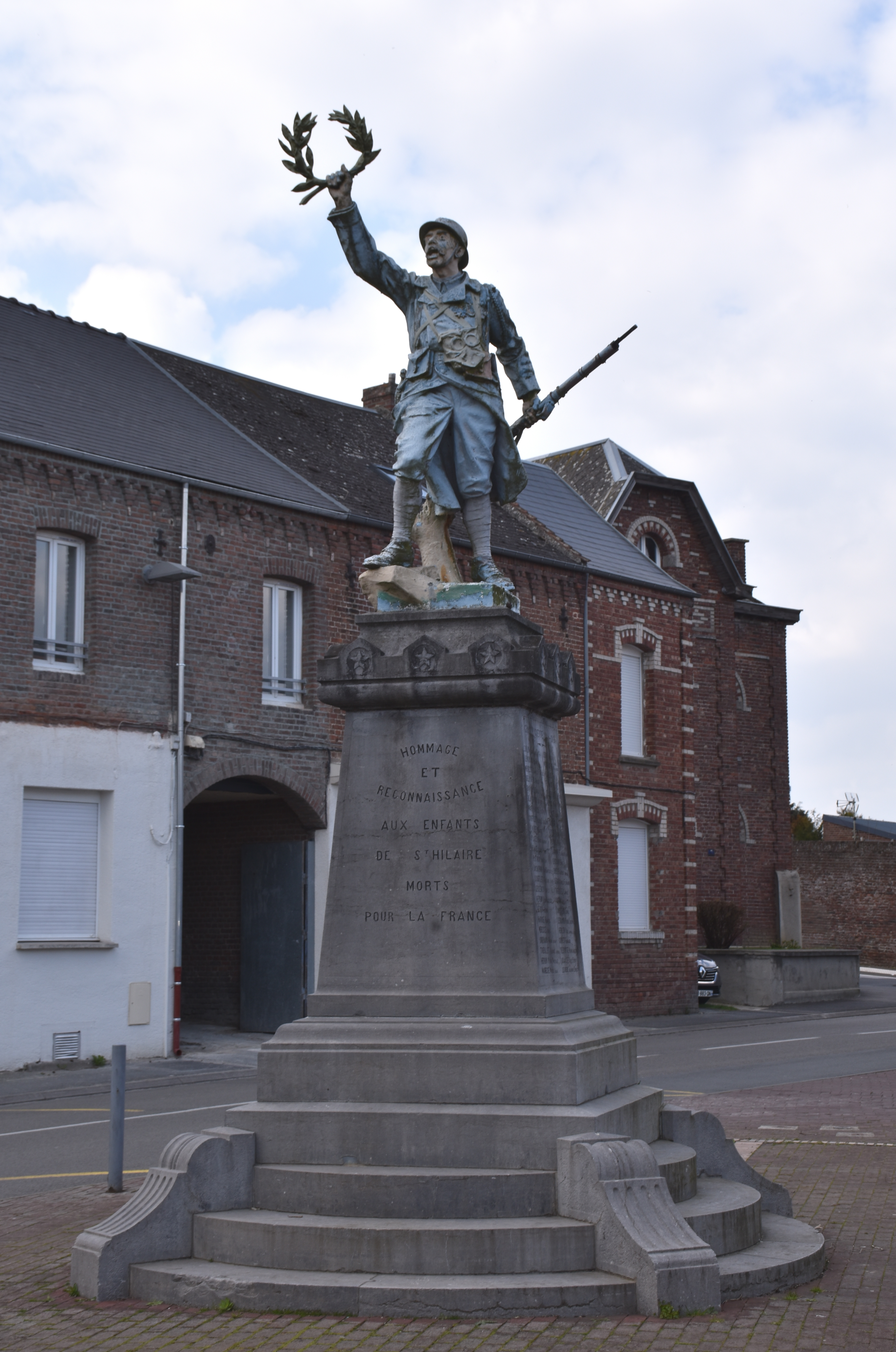
Monument aux morts.

À la Révolution, les biens d'église étaient progressivement devenus considérables, atteignant à peu près la moitié du terroir. À ceux de l'abbaye de Saint-Sépulcre, s'ajoutaient ceux de l'abbaye Saint-Aubert, du chapitre de la cathédrale de Cambrai, de l'église de Saint-Hilaire et des pauvres. Pratiquement tous, ainsi que les biens de Bogny disparurent morcelés en biens nationaux.
Pendant la Révolution, le village vécut des heures difficiles lors du passage des Autrichiens en 1794. Après l'Empire, il connut l'occupation russe.
À la fin du XIXe siècle, on démolit l'ancienne église fortifiée qui menaçait ruine. On rebâtit la nouvelle à la même place mais orientée en sens inverse.
Le 25 août 1914, des combats eurent lieu dans l'agglomération : une unité de la cavalerie Von der Marwitz massacra une compagnie de territoriaux sarthois qui reculait depuis Valenciennes. Les Allemands y perdirent aussi de nombreux hommes, dont l'aristocrate Alfred zu Dohna. Le village fut occupé pendant la Grande Guerre ; le 2 octobre 1918, sa population dut évacuer vers le nord-est. Cette évacuation fit de nombreuses victimes, la plupart à cause de l'épidémie de grippe espagnole. Pendant ce temps, le village fut repris par les Scots Guards le 10 octobre 1918.
En 1939-1940, le 6e cuirassiers cantonna longuement au village, nouant des liens durables avec la population.

## Politique et administration

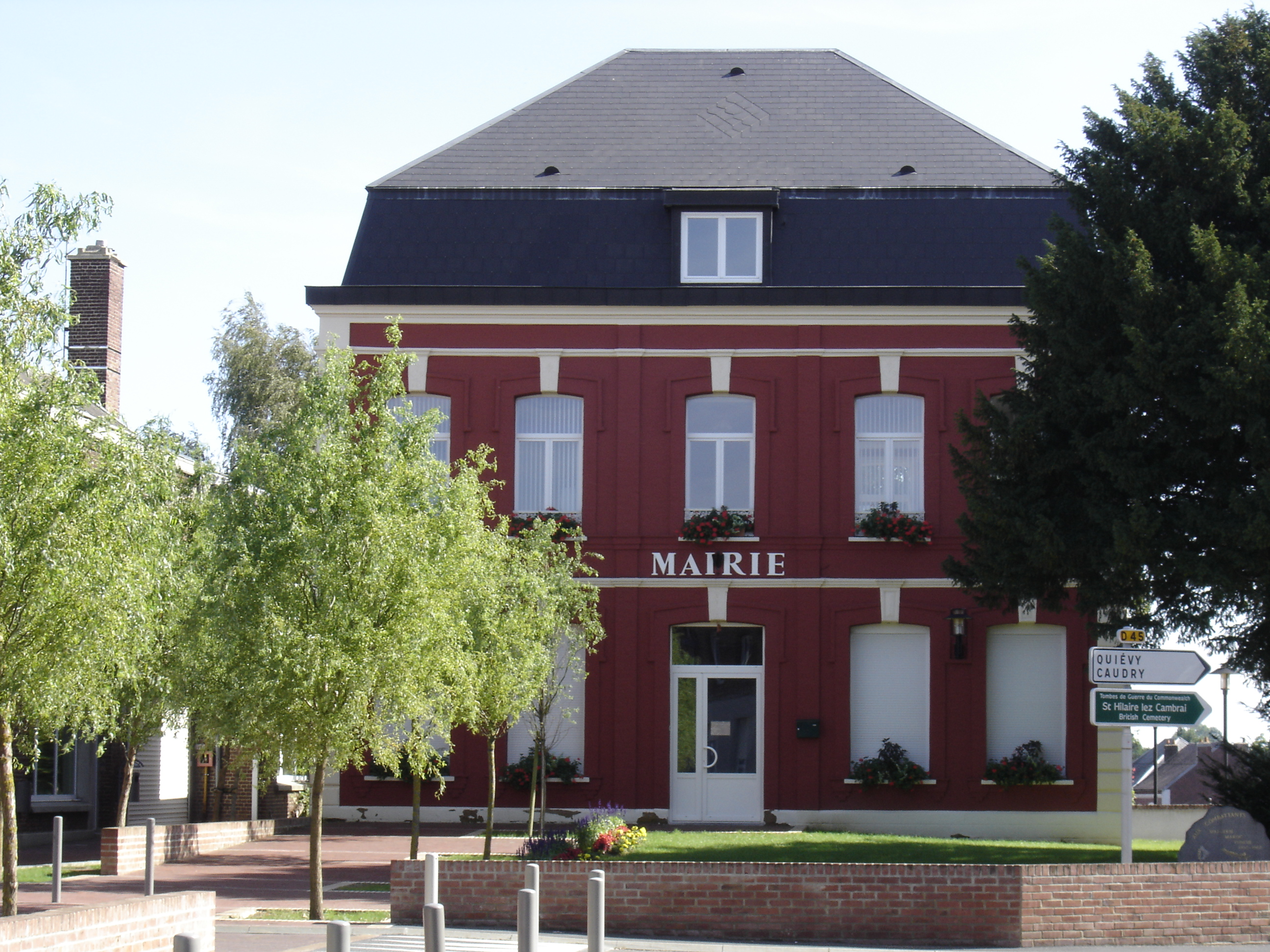
La mairie

### Administration municipale
La commune comptant entre 1 500 habitants et 2 500 habitants en 2008, le nombre de conseillers municipaux est de 19. Depuis 2014, le maire est Maurice Defaux. Saint-Hilaire est membre de la Communauté de communes du Caudrésis-Catésis, qui comprend 46 communes et 65 874 habitants en 2014.

### Liste des maires
- François Margerin (1669-1744), mulquinier, fils d'Antoine Margerin (mort en 1692, échevin en 1685-1690) fut mayeur en 1729-1736.
- François Margerin (1797-1863), fabricant de batiste et négociant, arrière-petit-fils du François Margerin mayeur en 1729-1736, fut maire en 1837.

### Rattachements administratifs et électoraux
Saint-Hilaire-lez-Cambrai est située dans l'arrondissement de Cambrai. La commune était rattachée au canton de Carnières, supprimé à la suite du redécoupage cantonal de 2014, et relève maintenant du canton de Caudry. Elle est rattachée à la douzième circonscription du Nord.
Saint-Hilaire-lez-Cambrai relève du tribunal d'instance de Cambrai, du tribunal de grande instance de Cambrai, de la cour d'appel de Douai, du tribunal pour enfants de Cambrai, du conseil de prud'hommes de Cambrai, du tribunal de commerce de Douai, du tribunal administratif de Lille et de la cour administrative d'appel de Douai.

## Population et société

### Démographie

#### Évolution démographique
L'évolution du nombre d'habitants est connue à travers les recensements de la population effectués dans la commune depuis 1793. Pour les communes de moins de 10 000 habitants, une enquête de recensement portant sur toute la population est réalisée tous les cinq ans, les populations de référence des années intermédiaires étant quant à elles estimées par interpolation ou extrapolation. Pour la commune, le premier recensement exhaustif entrant dans le cadre du nouveau dispositif a été réalisé en 2008.

En 2022, la commune comptait 1 557 habitants, en évolution de −4,48 % par rapport à 2016 (Nord : +0,51 %, France hors Mayotte : +2,11 %).
| 1793  | 1800  | 1806  | 1821  | 1831  | 1836  | 1841  | 1846  | 1851  |
| ----- | ----- | ----- | ----- | ----- | ----- | ----- | ----- | ----- |
| 1 136 | 1 281 | 1 401 | 1 628 | 1 725 | 1 850 | 1 905 | 2 007 | 1 956 |

| 1856  | 1861  | 1866  | 1872  | 1876  | 1881  | 1886  | 1891  | 1896  |
| ----- | ----- | ----- | ----- | ----- | ----- | ----- | ----- | ----- |
| 2 033 | 2 164 | 2 223 | 2 351 | 2 386 | 2 277 | 2 363 | 2 361 | 2 355 |

| 1901  | 1906  | 1911  | 1921  | 1926  | 1931  | 1936  | 1946  | 1954  |
| ----- | ----- | ----- | ----- | ----- | ----- | ----- | ----- | ----- |
| 2 476 | 2 406 | 2 354 | 2 140 | 2 128 | 2 157 | 2 061 | 2 028 | 1 950 |

| 1962  | 1968  | 1975  | 1982  | 1990  | 1999  | 2006  | 2008  | 2013  |
| ----- | ----- | ----- | ----- | ----- | ----- | ----- | ----- | ----- |
| 1 935 | 1 857 | 1 718 | 1 688 | 1 656 | 1 632 | 1 636 | 1 637 | 1 657 |

| 2018  | 2022  | - | - | - | - | - | - | - |
| ----- | ----- | - | - | - | - | - | - | - |
| 1 575 | 1 557 | - | - | - | - | - | - | - |

#### Pyramide des âges
La population de la commune est relativement jeune.
En 2018, le taux de personnes d'un âge inférieur à 30 ans s'élève à 34,2 %, soit en dessous de la moyenne départementale (39,5 %). À l'inverse, le taux de personnes d'âge supérieur à 60 ans est de 27,3 % la même année, alors qu'il est de 22,5 % au niveau départemental.
En 2018, la commune comptait 762 hommes pour 813 femmes, soit un taux de 51,62 % de femmes, légèrement inférieur au taux départemental (51,77 %).
Les pyramides des âges de la commune et du département s'établissent comme suit.
| Hommes | Classe d’âge | Femmes |
| ------ | ------------ | ------ |
| 0,8    | 90 ou +      | 2,3    |
| 5,9    | 75-89 ans    | 11,3   |
| 16,5   | 60-74 ans    | 17,5   |
| 22,8   | 45-59 ans    | 17,6   |
| 18,4   | 30-44 ans    | 18,5   |
| 15,2   | 15-29 ans    | 15,1   |
| 20,3   | 0-14 ans     | 17,7   |

| Hommes | Classe d’âge | Femmes |
| ------ | ------------ | ------ |
| 0,5    | 90 ou +      | 1,4    |
| 5,3    | 75-89 ans    | 8,1    |
| 14,8   | 60-74 ans    | 16,2   |
| 19,1   | 45-59 ans    | 18,4   |
| 19,5   | 30-44 ans    | 18,7   |
| 20,7   | 15-29 ans    | 19,1   |
| 20,2   | 0-14 ans     | 18     |

### Cultes
Les Hilairiens disposent d'un lieu de culte catholique : l'église Saint-Hilaire. Cette église dépend de la paroisse « Bienheureux Carl en Cambrésis » rattachée à l'archidiocèse de Cambrai.

## Économie

### Revenus et fiscalité
En 2011, le revenu fiscal médian par ménage était de 25 157 €, ce qui plaçait Saint-Hilaire-lez-Cambrai au 24 587e rang parmi les 31 886 communes de plus de 49 ménages en métropole.

## Culture locale et patrimoine

### Lieux et monuments

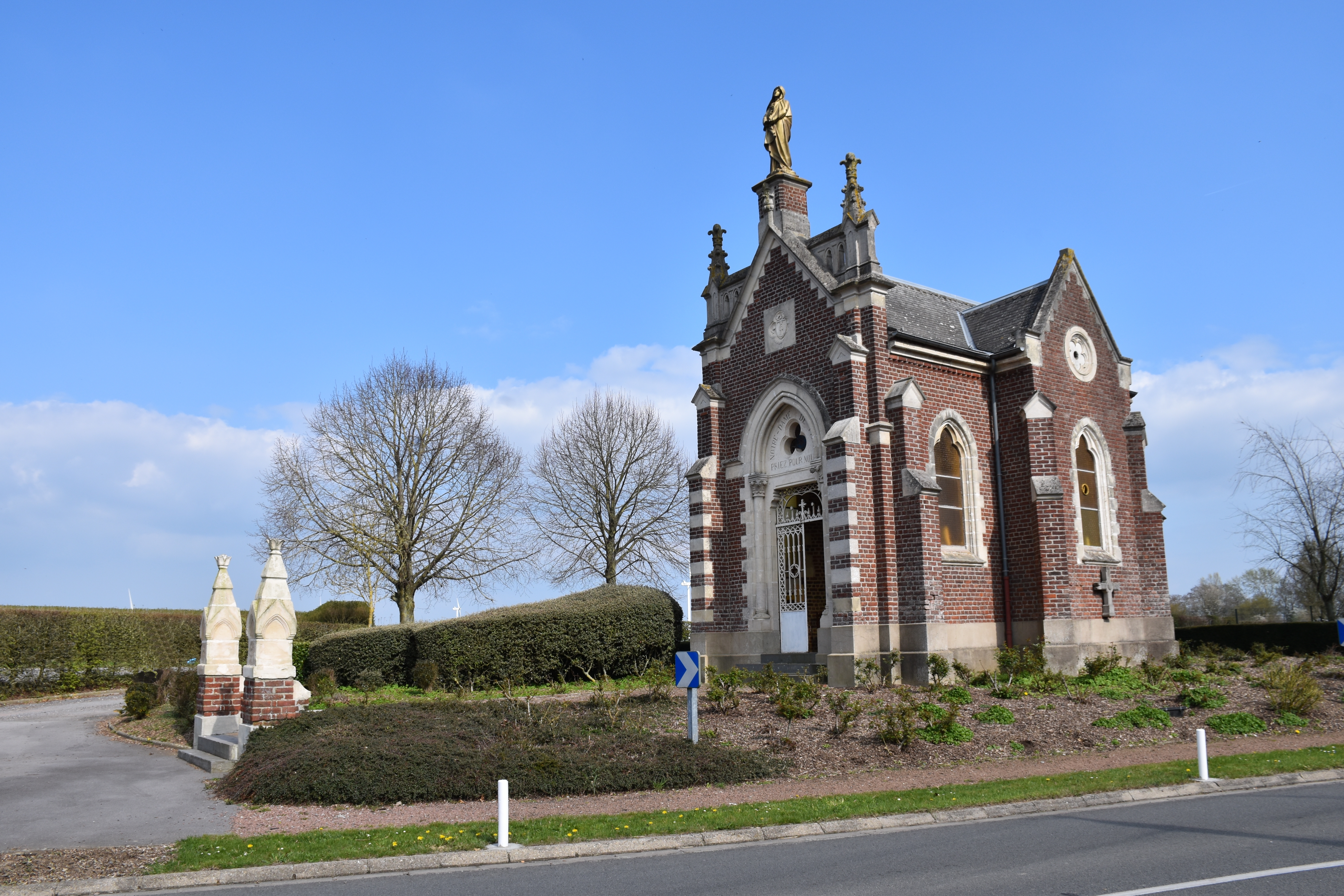
La chapelle Notre-Dame-de-Pitié.

- Ferme de l'Abbaye de Saint-Sépulcre à Saint-Hilaire en Cambrésis. L'abbaye était à Cambrai et des bâtiments de sa cense à Saint-Hilaire dont il reste la maison d'habitation du censier. Ce dernier étant presque toujours nommé mayeur de la communauté, la maison servait pour les plaids de la justice de l'abbaye. Elle se trouve à l'entrée du terre-plein de l'église[31].
- Le moulin dit de Quiévy est l'ancien moulin banal de la cense de l'abbaye.
- La chapelle Notre-Dame-de-Pitié située Route de Quiévy.

### Personnalités liées à la commune
- Jules Margerin (1837-1920), médecin et entrepreneur en électricité, fils de François Margerin (1797-1863), fabricant de batiste et maire de Saint-Hilaire-lez-Cambrai (1837).
- Fernand Leprette né le 6 janvier 1890 à Saint-Hilaire-lez-Cambrai, écrivain et intellectuel français s'étant illustré dans la vie littéraire et artistique francophone d'Égypte.
- Marceau Méresse (1905-1992), aviateur français, est né le 25 juin 1905 à Saint-Hilaire-lez-Cambrai[32].

### Héraldique
|  | Les armes de Saint-Hilaire-lez-Cambrai se blasonnent ainsi : D'or à trois fasces de gueules. |

## Pour approfondir